# 天坛街道 (济源市)
天坛街道，是中华人民共和国河南省济源市下辖的一个乡镇级行政单位。

## 行政区划
天坛街道下辖以下地区：
西石露头社区、柴庄社区、东石露头社区、北潘村社区、南潘村社区、西高庄社区、泥河头社区、伯王庄社区、南白涧社区、南贾庄社区、宋庄社区、商业城社区、鑫源社区、西马蓬河西社区、西马蓬河东社区、小韩村社区、大驿社区、甘河社区、小庄社区、商贸城社区和驿城社区。